# نادية صالح
نادية صالح (ولدت سنة 1940 في المنصورة وتوفيت يوم 9 نوفمبر 2018)، إعلامية مصرية من رواد الإذاعة في مصر. تخرجت من كلية التجارة ودرست بكلية الإعلام جامعة القاهرة. من أشهر برامجها (زيارة لمكتبة فلان)، استضافت فيه مشاهير الفن والعلم مثل محمد عبد الوهاب، عبد الحليم حافظ، خليل فاضل ونجيب محفوظ. هذا البرنامج لا زال يقدم في البرنامج العام المصري وذلك منذ حوالي ثلاثين عامًا.

## برامجها الأخرى
- صباح الخير
- يوميات امرأة عصرية
- بعيدا عن السياسة
- وطني حبيبي
- ألف مثل ومثل
- أسماء وشخصيات